# È sempre Cartabianca
È sempre Cartabianca è un programma televisivo italiano di genere talk show, politico e rotocalco, in onda in prima serata su Rete 4 dal 5 settembre 2023 con la conduzione di Bianca Berlinguer. Il programma è giunto alla seconda edizione e viene trasmesso in diretta dallo studio 1 del Centro Safa Palatino di Roma.

## Il programma
Il programma, nato come successore del programma Cartabianca (andato in onda su Rai 3 dal 7 novembre 2016 al 27 giugno 2023, sempre con la conduzione di Bianca Berlinguer), è realizzato dalla testata giornalistica italiana Videonews e oltre a mantenere il format di un talk show, tratta le vicende legate all'attualità, alla politica, all'economia e alla società, con l'ausilio di servizi e della presenza di ospiti in studio e in collegamento, pronti ad intervenire sulle varie tematiche, tra i quali vi è la presenza fissa dell'alpinista e scrittore Mauro Corona.

## Edizioni
| Edizione | Anno      | Conduzione        | Periodo          | Periodo        | Puntate      | Puntate  | Presenza fissa | Regia            | Studio                                  |
| Edizione | Anno      | Conduzione        | Inizio           | Fine           | Prima serata | Speciali | Presenza fissa | Regia            | Studio                                  |
| -------- | --------- | ----------------- | ---------------- | -------------- | ------------ | -------- | -------------- | ---------------- | --------------------------------------- |
| 1ª       | 2023-2024 | Bianca Berlinguer | 5 settembre 2023 | 2 luglio 2024  | 43           | –        | Mauro Corona   | Giovanni Caccamo | Studio 1 del Centro Safa Palatino, Roma |
| 2ª       | 2024-2025 | Bianca Berlinguer | 3 settembre 2024 | 15 luglio 2025 | 43           | 1        | Mauro Corona   | Giovanni Caccamo | Studio 1 del Centro Safa Palatino, Roma |

### Prima edizione (2023-2024)
La prima edizione di È sempre Cartabianca, con la conduzione di Bianca Berlinguer, è andata in onda ogni martedì in prima serata su Rete 4 dal 5 settembre 2023 al 2 luglio 2024, in diretta dallo studio 1 del Centro Safa Palatino di Roma.

### Seconda edizione (2024-2025)
La seconda edizione di È sempre Cartabianca, sempre con la conduzione di Bianca Berlinguer, è andata in onda ogni martedì in prima serata su Rete 4 dal 3 settembre 2024 al 15 luglio 2025, in diretta dallo studio 1 del Centro Safa Palatino di Roma. Dal 20 ottobre al 17 novembre 2024, per ogni domenica, è andato in onda lo spin-off È sempre Cartabianca di domenica, in sostituzione del programma Zona bianca con la conduzione di Giuseppe Brindisi. Il 6 novembre 2024, dopo la consueta puntata del giorno precedente, dalla seconda serata in poi, è andata in una puntata speciale dedicata alle elezioni elezioni presidenziali negli Stati Uniti d'America, intitolata È sempre Cartabianca - Elezioni americane e proposta anche in simulcast su TGcom24. In questa edizione il programma è andato in onda fino al 17 dicembre 2024, per poi tornare dopo la consueta pausa natalizia dal 7 gennaio al 15 luglio 2025. Il 6 maggio non è andato in onda a causa di motivi di salute della conduttrice.

### Terza edizione (2025-2026)
La terza edizione di È sempre Cartabianca, sempre con la conduzione di Bianca Berlinguer, andrà in onda ogni martedì in prima serata su Rete 4 dal 2 settembre 2025, in diretta dallo studio 1 del Centro Safa Palatino di Roma.

## Speciali
| Puntata | Anno | Conduzione        | Titolo                                    | Messa in onda   | Argomenti della puntata                            | Orario      | Programmazione | Programmazione | Programmazione | Programmazione | Programmazione | Programmazione | Programmazione | Collocazione                | Studio                                  | Ascolti        | Ascolti | Ascolti |
| Puntata | Anno | Conduzione        | Titolo                                    | Messa in onda   | Argomenti della puntata                            | Orario      | L              | M              | M              | G              | V              | S              | D              | Collocazione                | Studio                                  | Telespettatori | Share   | Fonte   |
| ------- | ---- | ----------------- | ----------------------------------------- | --------------- | -------------------------------------------------- | ----------- | -------------- | -------------- | -------------- | -------------- | -------------- | -------------- | -------------- | --------------------------- | --------------------------------------- | -------------- | ------- | ------- |
| 1       | 2024 | Bianca Berlinguer | È sempre Cartabianca - Elezioni americane | 6 novembre 2024 | Elezioni presidenziali negli Stati Uniti d'America | 01:55-05:50 |                |                |                |                |                |                |                | Dalla seconda serata in poi | Studio 1 del Centro Safa Palatino, Roma | 94 000         | 6,80%   | [ 15 ]  |

## Programmazione
| Edizione | Rete televisiva | Anno      | Stagione      | Orario      | Durata  | Programmazione | Programmazione | Programmazione | Programmazione | Programmazione | Programmazione | Programmazione | Collocazione |
| Edizione | Rete televisiva | Anno      | Stagione      | Orario      | Durata  | L              | M              | M              | G              | V              | S              | D              | Collocazione |
| -------- | --------------- | --------- | ------------- | ----------- | ------- | -------------- | -------------- | -------------- | -------------- | -------------- | -------------- | -------------- | ------------ |
| 1ª       | Rete 4          | 2023-2024 | estate-estate | 21:25-00:55 | 190 min |                |                |                |                |                |                |                | Prima serata |
| 2ª       | Rete 4          | 2024-2025 | estate-estate | 21:25-00:55 | 190 min |                |                |                |                |                |                |                | Prima serata |

## Spin-off
- È sempre Cartabianca di domenica, spin-off di È sempre Cartabianca andato in onda ogni domenica in prima serata su Rete 4[12] dal 20 ottobre[11] al 17 novembre 2024 con la conduzione di Bianca Berlinguer[13].